# Буте, Жак-Мари
Жак-Мари Буте де Монвель, известный как Монвель (англ. Jacques-Marie Boutet de Monvel; 25 марта 1745, Люневиль — 13 февраля 1812, Париж) — французский актёр и драматург, комедиограф, театральный деятель.

## Биография
Сын придворного музыканта изгнанного польского короля Станислава Лещинского, затем актёра Комеди Франсез.
Дебютировал на провинциальной сцене, в 1770 году был приглашён в Комеди Франсез. Его актёрское мастерство было неоспоримо, но его внешность, небольшой рост, сухощавая фигура и узкое, вытянутое лицо требовали чуткой и умной игры.
Замешанный в сексуальном скандале, в 1781 году тайно отправился из Парижа в Швецию, где стал придворным чтецом короля Густава III. Руководил труппой французского театра при королевском дворе, за что получил от короля 20 000 ливров.
Незадолго до Французской революции вернулся в Париж в 1788 году и получил ангажемент сначала в Théâtre des Délassements-Comiques, затем в Опера-Комик.
В 1795 году одним из первых стал преподавать музыку и декламацию во вновь основанной Парижской консерватории, начал писать многочисленные пьесы и либретто.
Ослабленный болезнями и старческим слабоумием, ушёл со сцены в 1807 году.
Похоронен на кладбище Монмартр.

## Избранные сочинения
- 1772: Julie
- 1773: L’Erreur d’un moment
- 1775: L’Amant bourru
- 1783: Blaise et Babet, ou la suite des Trois fermiers
- 1786: Les Amours de Bayard
- 1788: Sargines ou l'Élève de l’amour
- 1789: Raoul, sire de Créqui
- 1790: Le Chêne patriotique ou la Matinée du 14 juillet 1790
- 1791: Agnès et Olivier
- 1792: Roméo et Juliette ou Tout pour l’Amour
- 1798: La Jeunesse du duc de Richelieu
- 1799: Mathilde